# زياد أحمد محافظة
زياد أحمد محافظة (مواليد 31 أكتوبر 1971 في عمّان، الأردن) هو كاتب وروائي أردني. وهو عضو في رابطة الكتّاب الأردنيين، واتحاد الكتاب العرب وعضو منتسب لدى اتحاد كتّاب وأدباء الإمارات، ورابطة أبوظبي الدولية للتصوير الفوتوغرافي، ورابطة القلم الكندية.

## تعليمه
حصل على بكالوريوس الإدارة العامة من جامعة اليرموك، ثم حصل على درجة الماجستير في الإدارة العامة من الجامعة ذاتها.

## مسيرته
نشر محافظة أولى رواياته عام 2009 بعنوان «بالأمس.. كنت هناك» من دار الفارابي بلبنان، ثم في الأدب السياسي نشر رواية «يوم خذلتني الفراشات» عام 2011. أما ثالث رواياته «نزلاء العتمة» فقد صدرت عام 2014، وتدور أحداثها حول الموت وفلسفته والأسئلة الكبرى عنه، برؤية تدعو إلى التفكُّر بمفاهيم ترتبط بالموت مثل الخلاص والشعور الإنساني، وفازت الرواية بجائزة أفضل رواية عربيّة في معرض الشارقة الدولي للكتاب عام 2015. صدر له بعد ذلك رواية «أنا وجَدّي وأفيرام» عام 2015، وتحكي قصّة فلسطيني يدعى وليد المرتل بطبيعته يؤثر الموت على التفريط بأهله وأرضه ويرفض عمل الشباب في الداخل الإسرائيليّ، ويشير في عنوان الرواية لأفيرام كرمز لليهوديّ المحتلّ، وتمتدّ أحداث الرواية على مساحة زمنيّة طويلة تصل إلى ما يزيد عن خمسين سنة، منذ ولادة وليد المرتّل عام 1966 وحتى عودته إلى البلاد التي نزح عنها في منتصف ثمانينات القرن العشرين.
ثم صدرت له رواية «أفرهول» عام 2016، وتعني في العامية الأردنية عملية إصلاح محرك السيارة عند خرابه وفقدان قدرته على العمل بكفاءة، فيصبح عندها بحاجة ماسة للإصلاح والتجديد، تدور أحداثها في مدينة عمّان وتستعرض جانبًا مهمًا من حياة المدينة والتبدلات التي طرأت عليها وعلى ساكنيها خلال السنوات الأخيرة. وروايته «حيث يسكن الجنرال» تدور حول الشخصيات المشتتة والهائمة بداخل الجسد الواحد، وتأثيرها عليه من دفع به نحو حافة الهذيان والجنون. أما آخر رواياته «سيدة أيلول» فهي رواية عن المرأة والحرب والخسارات، حيث يبدأ السرد فيها مع اندلاع أحداث أيلول الأسود 1970 في مدينة الزرقاء، واستعرضت تفاصيل وأحداث امتدت لأكثر من نصف قرن، وفيها تعاود البطلة النهوض في كل مرة من الوجع الإنساني وألم الفقد والخوف والانكسارات المتتالية.
أما مجموعته القصصية الوحيدة فقد صدرت عن دار فضاءات للنشر في عمّان عام 2012 بعنوان «أبي لا يجيد حراسة القصور»، وتضم المجموعة اثنتي عشرة قصة قصيرة حملت عناوين: «ثوب في المطار»، و«سيرة ذاتية برغوة القهوة»، و«الموتى لا يفشون الأسرار»، و«أبي لا يجيد حراسة القصور»، و«مواء القطط»، و«الشخص الذي لا يملك جسده»، و«معارك في مقهى الشرق»، و«وشاية العندليب»، و«حيرة الملائكة عند صلاة العشاء»، و«عندما تبكي الخيول»، و«الخارجان عن النص»، و«حظك اليوم».

## مؤلفاته
- «بالأمس.. كنت هناك» (رواية)، دار الفارابي، لبنان، 2009[13][14]
- «يوم خذلتني الفراشات» (رواية)، دار الفارابي، لبنان، 2011[15]
- «أبي لا يجيد حراسة القصور» (مجموعة قصصية)، دار فضاءات للنشر والتوزيع، عمّان، 2012[16]
- «نزلاء العتمة» (رواية)، دار فضاءات للنشر والتوزيع، عمّان، الأردن، 2014[17][18]
- «أنا وجَدّي وأفيرام» (رواية)، دار فضاءات للنشر والتوزيع، عمّان، الأردن، 2015[19]
- «أفرهول» (رواية)، دار فضاءات للنشر والتوزيع، عمّان، الأردن، 2016[20]
- «حيث يسكن الجنرال» (رواية)، دار فضاءات للنشر والتوزيع، عمّان، الأردن، 2018[21]
- «سيدة أيلول» (رواية)، دار فضاءات للنشر والتوزيع، عمّان، الأردن، 2020[22]

## جوائز وتكريمات
- جائزة أفضل رواية عربية، جوائز معرض الشارقة الدولي للكتاب، عن رواية «نزلاء العتمة»، 2015[23][24][25]
- شهادات تقديرية من مركز الإمارات للدراسات والبحوث الاستراتيجية[3]
- شهادات تقديرية من وزارة شؤون الرئاسة الإماراتية[3]

كما وصلت روايته «يوم خذلتني الفراشات» للقائمة الطويلة لجائزة الشيخ زايد للكتاب عام 2012.